# Hylonomus
Fritschia, Hylonomus lyelli, Fritschia curtidentata, Hylerpeton curtidentatum
Genre
Synonymes
- †Fritschia Dawson 1882

Espèce
Synonymes
- †Fritschia curtidentata Dawson 1876,
- †Hylerpeton curtidentatum Dawson 1876

Hylonomus est un genre éteint de sauropsides primitifs, un des plus anciens reptiles connus. Il vivait au Carbonifère supérieur et mesurait 20 centimètres. Il devait être insectivore.
Son espèce type est Hylonomus lyelli et, en 2022, le genre a quatre espèces référencées.

## Présentation
Hylonomus fait partie de l'ordre des captorhinidés et de la famille des protothyrididés, ses fossiles ont été découverts en Nouvelle-Écosse dans des troncs de lycopodes géants. Des inondations ont peu à peu enfoncé le tronc dans la vase, la plante mourait et l'intérieur pourrissait. Attiré par les insectes qui se nourrissaient de ces débris, ou bien voulant fuir un prédateur ou un phénomène naturel, Hylonomus est descendu dans la cavité, où il s'est retrouvé piégé au bas de la paroi verticale.

## Synonymie
Ce genre est aussi un synonyme de Hyloscirtus : un genre d'anoures créé par Peters en 1882.

## Espèces
Selon Paleobiology Database, en 2022, le nombre d'espèces référencées est de quatre :
- †Hylonomus acuminatus Fritsch 1883
- †Hylonomus latidens Dawson 1882
- †Hylonomus lyelli Dawson 1860
- †Hylonomus wymani Dawson 1860[1]